# 三頭山中継局
三頭山中継局（さんとうやまちゅうけいきょく）は、徳島県美馬市に開局したデジタルテレビ中継局である。

## 概要
- 当中継局は、美馬市美馬町字猿坂の三頭山に置かれ、該当地域へ電波を発射している。
- 放送エリアは、美馬市・美馬郡つるぎ町・三好郡東みよし町の各一部地域。なお、下記外部リンクも参照。

## 中継局概要
| リモコンキーID | 放送局名    | 物理チャンネル | 空中線電力 | ERP | 放送対象地域 | 放送区域内世帯数 | 開局年月日     | 偏波面   |
| 1              | JRT四国放送 | 31ch           | 3W         | 16W | 徳島県       | 約1万1500世帯    | 2007年12月28日 | 水平偏波 |
| 2              | NHK徳島教育 | 40ch           | 3W         | 17W | 全国         | 約1万1500世帯    | 2007年12月28日 | 水平偏波 |
| 3              | NHK徳島総合 | 34ch           | 3W         | 17W | 徳島県       | 約1万1500世帯    | 2007年12月28日 | 水平偏波 |

## その他
- 当中継局はUHFで送信されているが、美馬アナログ中継局がVHF送信であったため、当中継局を受信する為には、新たにUHFアンテナを設置する必要がある。